# 维克图瓦·德·法蘭西
维克图瓦·路易絲·瑪麗·泰蕾兹（法語：Victoire Louise Marie Thérèse，1733年5月11日—1799年6月7日）是法兰西王国的公主。
维克图瓦是法国国王路易十五和波兰公主玛丽·莱什琴斯卡第七名孩子。她和其他共七名的姐妹都终身未婚，被人称为「Mesdames」。
1770年，奥地利的玛丽·安托瓦内特嫁给她的侄子路易王太子。维克图瓦很快和玛丽·安托瓦内特在凡尔赛宫成为朋友。她教唆年轻的的王太子妃讨厌她父亲的情妇杜巴利伯爵夫人，但她们的关系后来因王太子妃被逼跟杜巴利伯爵夫人说话后而疏遠。
法国大革命爆发后，她和姐妹先后流亡到罗马和那不勒斯王国，最终在的里雅斯特安定下来。